# 聖マーガレット教会 (ウェストミンスター)
聖マーガレット教会 （The Anglican church of St Margaret, Westminster）は、イギリス・ロンドンにあるイングランド国教会の教会。ウェストミンスター寺院と同じ敷地内にあり、英国議会が議場をおくウェストミンスター宮殿の教区教会である 。アンティオキアの聖マーガレットに献堂されている。    
最初の教会は12世紀にベネディクト会派聖職者によって建てられた。寺院周辺に住む地元の人々は自分たち自身の簡素な教区教会として分離させ、1486年から1523年にかけ再建された。17世紀のピューリタンが、不幸にも高尚な礼拝用寺院とともに聖マーガレット教会がさらに適していると議会運用施設に選んだため、1614年にウェストミンスター宮殿の教区教会となった。これが現在まで続いている。
北西の塔は1734年から1738年にかけ、ジョン・ジェームズにより再建された。同様に、全体構造はドーセット州から持ち込んだポートランド・ストーン（石灰岩）で包まれた。東部と西部のポーチは両方とも後世にジョン・ラフバラ・ピアソンによって加えられたものである。教会の内装は大幅に修繕され、現在の様子は1877年にジョージ・ギルバート・スコットによって変更されたものである。それでも多くのテューダー朝様式が残っている。
よく知られる装飾では、1509年に東側窓につけられたフランドル製ステンドグラスが挙げられる。これはヘンリー7世の長男でプリンス・オブ・ウェールズだったアーサー王子と、カトリック両王の娘カタリナ王女との婚約を記念して造られた。他の窓はイギリス最初の印刷家ウィリアム・キャクストンを記念したもの（1491年に聖マーガレット教会内に埋葬された）、宮殿の庭で処刑されたウォルター・ローリー卿を記念したもの、そして1618年にこの教会に埋葬された詩人で教会の牧師だったジョン・ミルトンを記念したものがある。収集家ヘンリー・コンスタンティン・ジェニングズもこの地に埋葬された 。
教会は上流階級の結婚式場としても使われ、日記作者サミュエル・ピープス、イギリス首相ウィンストン・チャーチルもこの教会で挙式した。 

## ギャラリー

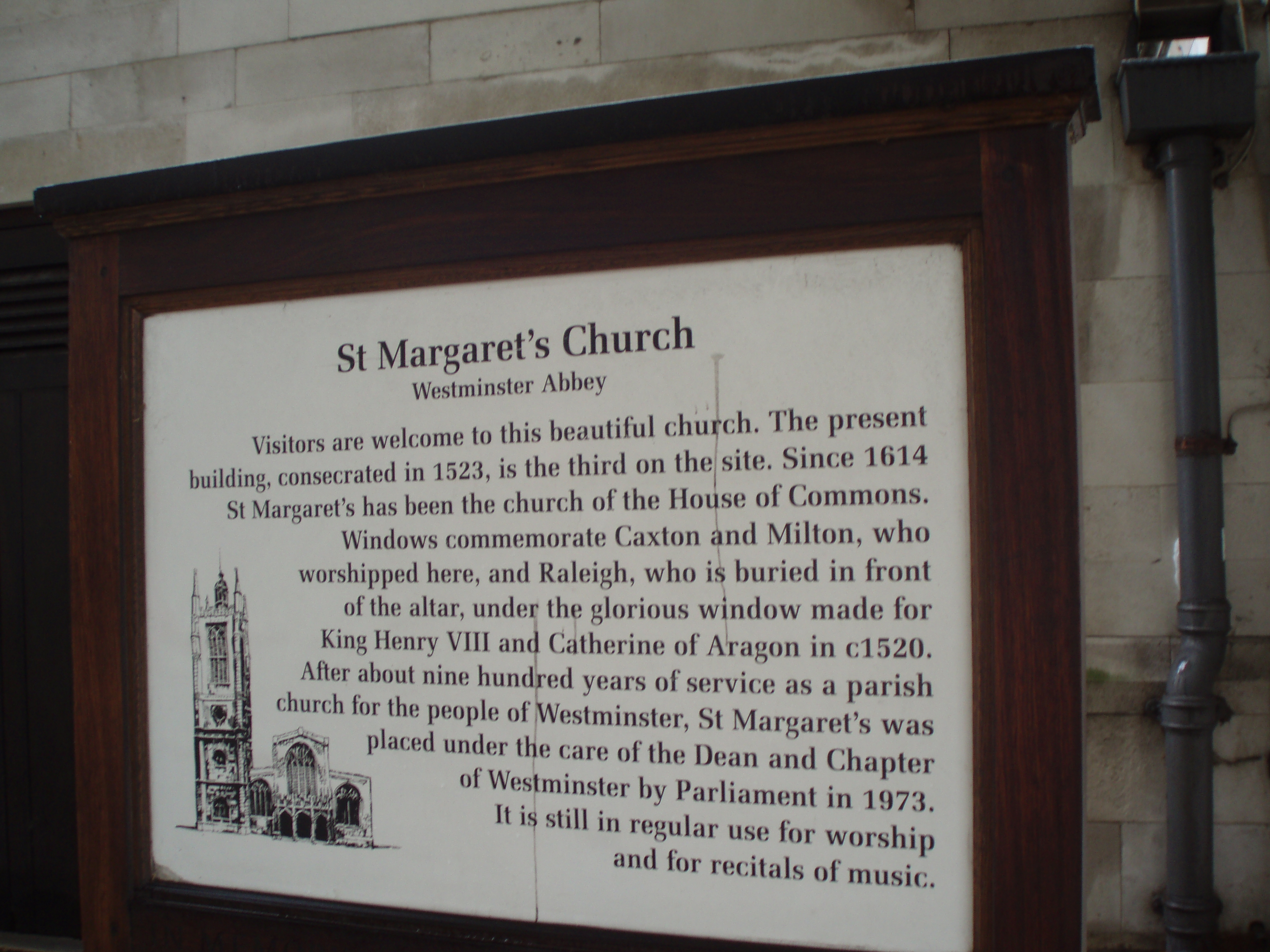
プラーク
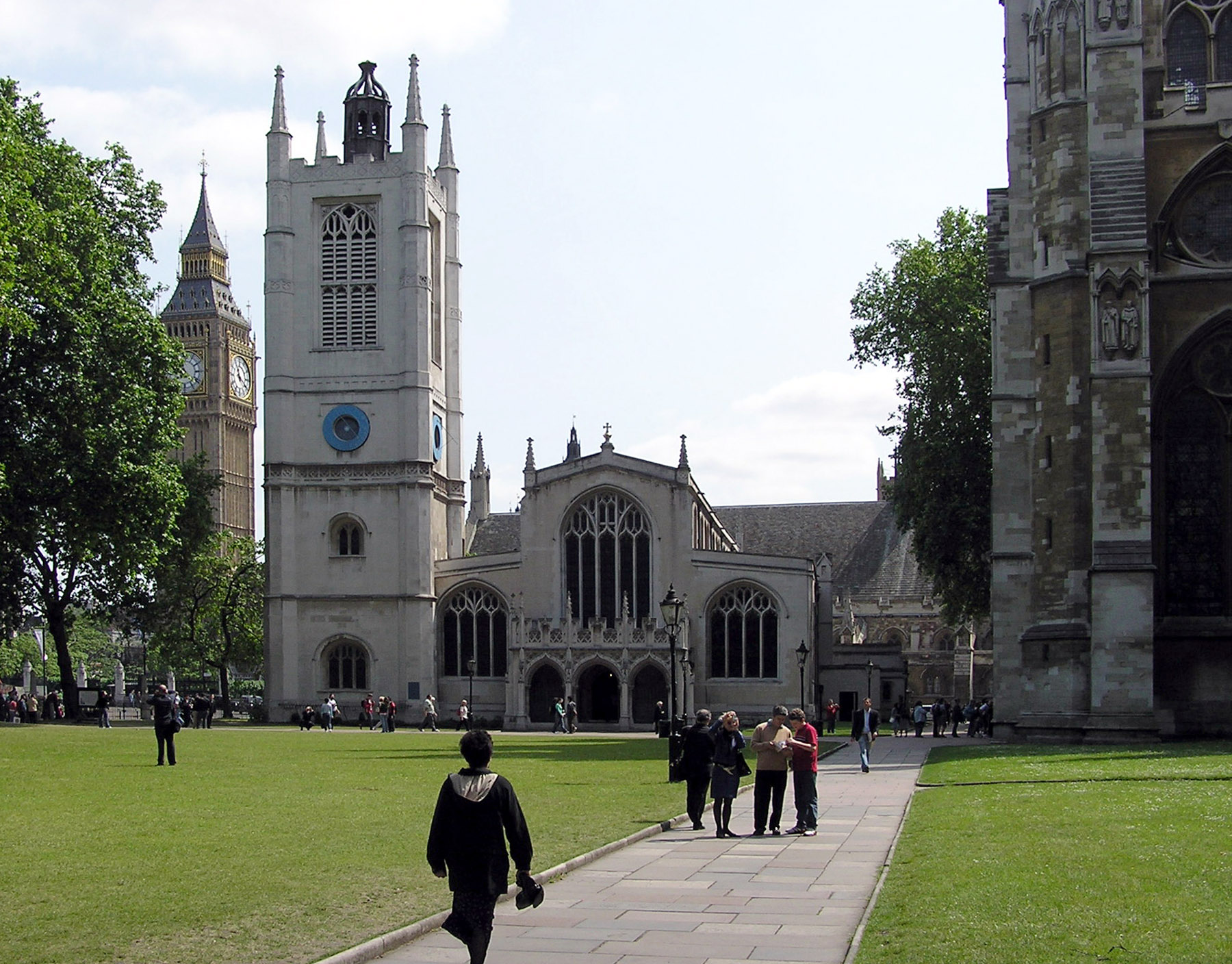
聖マーガレット教会。左はビッグ・ベン、右はウェストミンスター寺院
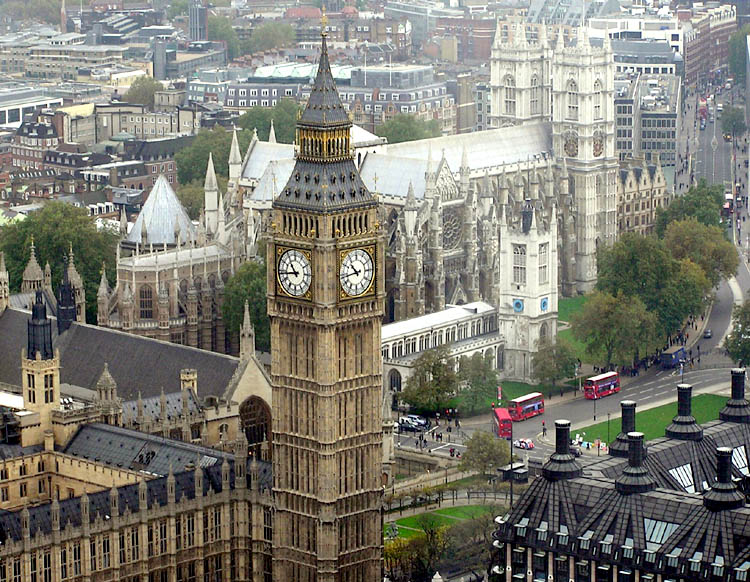
ロンドン・アイから見た聖マーガレット教会

## 世界遺産基準
この世界遺産は世界遺産登録基準のうち、以下の条件を満たし、登録された（以下の基準は世界遺産センター公表の登録基準からの翻訳、引用である）。
- (1) 人類の創造的才能を表現する傑作。
- (2) ある期間を通じてまたはある文化圏において、建築、技術、記念碑的芸術、都市計画、景観デザインの発展に関し、人類の価値の重要な交流を示すもの。
- (4) 人類の歴史上重要な時代を例証する建築様式、建築物群、技術の集積または景観の優れた例。

## 参照
1. ↑  Genuki
2. ↑  Parish details
3. ↑  The Buildings of England, London, 6,Wesminster Pevsner,N./Bradley,S. (2003, Uxbridge, Penguin) ISBN 0300095953
4. ↑  Reason for existence
5. ↑  Parliament past and present Wright,A. and Smith,P (Hutchinson & Co, London, 1868)
6. ↑  Personal and Professional Recollections. Scott,G.G.Kt (Stamp,G. (Ed)( Sampson Low Marston Searle & Rivington, 1879 ;Paul Watkins Publishing, Donington,1995)ISBN 1871615267
7. ↑  Six Wives: The Queens of Henry VIII Starkey,D. (Harper Collins, London,2004) ISBN 0060005505
8. ↑  Execution described
9. ↑   Jennings , Henry Constantine (1731–1819) Oxford Dictionary of National Biography  Angelicoussis,E. (Oxford University Press, Sept 2004) ISBN 019861411X
10. ↑  The Illustrated Pepys: Extracts from the Diary (Wilson,P.(Ed) (Penguin, Harmondsworth,1987) ISBN 0141390166
11. ↑  Churchill:a life Gilbert,M. (Heinnemann,London, 1991) ISBN 0434291838